# Chantal Petitclerc
Pour les articles homonymes, voir Petitclerc.
Chantal Petitclerc, née le 15 décembre 1969 à Saint-Marc-des-Carrières au Québec, est une sénatrice et athlète canadienne quatorze fois championne paralympique en athlétisme handisport. Au total, elle a remporté 21 médailles paralympiques, avec 14 médailles d'or, 5 d'argent et deux de bronze, plus une médaille en sport de démonstration. Elle est la sénatrice de Grandville depuis le 18 mars 2016.

## Biographie
À 13 ans, une porte d'une grange tombe sur elle et la prive de l'usage de ses jambes. Un professeur d'activité physique à l'école secondaire, Gaston Jacques, aura alors une influence déterminante sur elle, lorsqu’il la convainc d’essayer la natation pour développer sa force physique et sa résistance,. Pour Chantal, c’est un premier contact avec le sport et l’entraînement.
À 18 ans, Pierre Pomerleau, un entraîneur de l’Université Laval, lui fait découvrir l’athlétisme en fauteuil roulant. Utilisant un fauteuil « bricolé », elle participe à sa première compétition et termine bonne dernière, loin derrière les autres concurrentes.
Parallèlement, elle poursuit des études, d’abord en sciences humaines au Cégep de Sainte-Foy et, par la suite, en histoire à l’Université de l'Alberta, où elle s’est inscrite afin de pouvoir s’entraîner sous la direction de celui qui est toujours son entraîneur, Peter Eriksson.
Chantal dispute ses premiers Jeux paralympiques à Barcelone en 1992, d'où elle revient avec deux médailles de bronze. Elle est également médaillée d'or du 100 mètres et du 800 mètres toutes catégories aux Jeux de la Francophonie de 1994. Par la suite elle participe aux Jeux d'Atlanta, Sydney et Athènes pour une récolte qui comprend alors une médaille olympique et 16 médailles paralympiques. En 2002, lors des Jeux du Commonwealth de Manchester, elle remporte la médaille d'or du 800 mètres en fauteuil des lors épreuves d'athlétisme. C'est la première fois dans l'existence de ces Jeux qu'une épreuve est ouverte à des athlètes souffrant d'un handicap.
En 2008, à Pékin Chantal Petitclerc rafle cinq médailles d'or. Elle a donc remporté les dix dernières épreuves paralympiques auxquelles elle a pris part. Néanmoins, elle a déclaré que les Jeux olympiques d'été de 2008 seront ses derniers, mais qu'elle entend par la suite poursuivre l'entraînement et la compétition pour encore quelques années en se concentrant cette fois sur les courses sur route.
En mars 2009, elle signe une entente avec Gatorade et paraît dans des commerciaux de la marque au côté de Georges St-Pierre, Gordie Howe, Cassie Campbell, Ray Zahab, Bradd Arseneau ainsi que des porte-paroles américains de la marque.
En juillet 2013, elle annonce la naissance de son premier enfant prévu pour décembre 2013.
Le 18 mars 2016, Chantal Peticlerc est nommée au Sénat du Canada. Elle fait partie du Groupe des sénateurs indépendants. La sénatrice Petitclerc est passionnée par la santé ainsi que les droits des personnes handicapées. En juin 2016, elle a délivré son premier discours sur le projet de loi C-14, Loi modifiant le Code criminel et apportant des modifications connexes à d'autres lois (aide médicale à mourir). Elle émeut ses collègues en disant : « Mais ce n’est pas à nous de s’octroyer le droit de prendre une telle décision à la place d’un individu lucide, dans des souffrances extrêmes, qui veut avoir accès à l’aide médical à mourir même si sa mort n’est pas raisonnablement prévisible. C’est un manque de respect envers ces individus. » La sénatrice est alors marraine du projet de loi S-5, Loi modifiant la loi sur le tabac, la loi sur la santé des non-fumeurs et d’autres lois en conséquence.
En novembre 2023, à la suite d'un débat sur un projet de loi portant sur la tarification de la production de CO2 au Canada, des sénateurs conservateurs ont publié ce qui ressemble à un avis de recherche 
« pour demander aux gens d'appeler et de "harceler" » Bernadette Clement et Chantal Petitclerc.

## Records
Chantal Petitclerc est détentrice des records canadiens sur piste pour toutes les distances allant du 100 m au 1 500 m. 
Elle détient également (en date du 2 juillet 2008) les records du monde suivants : 
- 100 m, Atlanta, États-Unis (2008) en 15 s 91
- 200 m, Pékin, Chine (2008) en 27 s 52
- 400 m, Athènes, Grèce (2004) en 51 s 91
- 800 m, Pékin, Chine (2008) en 1 min 45 s 19
- 1 500 m, Atlanta, États-Unis (2007) en 3 min 24 s 20

Ainsi que les records paralympiques suivants :
- 100 m, en 16 s 07
- 200 m, en 27 s 52
- 400 m, en 51 s 91
- 800 m, en 1 min 45 s 19
- 1 500 m, en 3 min 26 s 89
- 21 médailles paralympiques, dont 14 médailles d'or[4], un record paralympique partagé avec l’Australienne Louise Sauvage.

Elle a aussi gagné une médaille d'or aux Jeux olympiques d'été de 2004 en sport de démonstration.

## Distinctions
- 2000 - Médaille de l'Assemblée nationale[7]
- 2004 - Médaille d'honneur de l'Assemblée nationale[8]
- 2005 - chevalière de l'Ordre national du Québec[9]
- 2009 - Compagnon de l'Ordre du Canada[10]